# Henryk Budziński
Henryk Budziński   (Bobryk, 29 de novembre de 1904 - Gdańsk, 18 de març de 1983) fou un remer polonès que va competir durant les dècades de 1920 i 1930.
El 1932 va prendre part en els Jocs Olímpics de Los Angeles, on guanyà la medalla de bronze en la prova del dos sense timoner del programa de rem. Formà parella amb Jan Krenz-Mikołajczak.
En el seu palmarès també destaca tres medalles al Campionat d'Europa de rem, una d'or el 1930 i dues de plata, el 1929 i 1931, sempre en la prova dels dos sense timoner.
A partir de 1933, quan es retirà, exercí d'entrenador. Durant la Segona Guerra Mundial va ser capturat pels soviètics, però fou transferit a una presó alemanya, de la qual se n'escapà. Va prendre part en la Insurrecció de Varsòvia.